# Südwestfunk

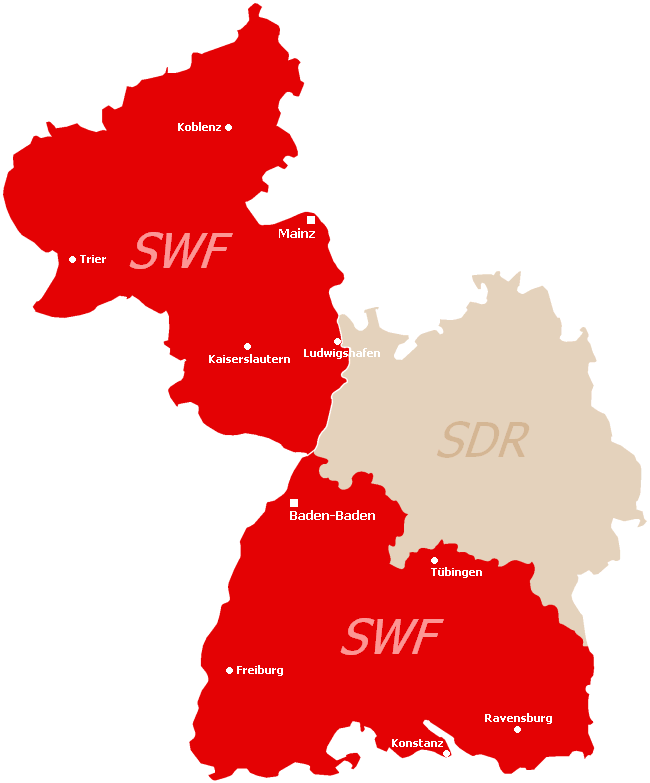
Uitzendgebied Südwestfunk

De Südwestfunk (SWF) was van 1946 tot 1998 de regionale publieke omroep van zowel de deelstaat Rijnland-Palts als het zuidelijke deel van Baden-Württemberg. De precieze grens met het uitzendgebied van de Süddeutscher Rundfunk (SDR) in Baden-Württemberg verliep langs de voormalige grens tussen de deelstaten Baden en Württemberg-Hohenzollern in het zuiden en Württemberg-Baden in het noorden van de deelstaat.
Het hoofdkantoor van de Südwestfunk stond in Baden-Baden. Daarnaast waren er regionale studio's in Freiburg, Tübingen, en Mainz. In 1998 fuseerde de SWF met de SDR tot het nieuwe Südwestrundfunk (SWR).